# أندريا كامبلوني
أندريا كامبلوني (بالإيطالية: Andrea Camplone) (27 يوليو 1966 ببسكارا في إيطاليا - ) هو مدرب كرة قدم ولاعب كرة قدم إيطالي في مركز الدفاع. لعب مع نادي أنكونا ونادي بيروجيا ونادي بيسكارا ونادي غوبيو.